# Otto Büttner (Mediziner)
Otto Friedrich Carl Büttner, auch: Otto Friedrich Büttner (* 31. Oktober 1868 in Riga; † 22. Februar 1955 in Bad Godesberg) war ein deutscher Mediziner und Hochschullehrer.

## Leben

### Familie
Otto Büttner wuchs in einem akademischen Umfeld auf. Sein Vater, Alfred Büttner (* 17. August 1836 in  Muischazeem; † 13. April 1910 in Riga), war Oberlehrer am Gouvernement-Gymnasium (siehe 1. Staatsgymnasium Riga) in Riga und später Gymnasialdirektor in Goldingen, während seine Mutter, Helene  (geb. Meyenn, † 1912), die Familie unterstützte. Er war das zweite von vierzehn Kindern.
1904 heiratete er Betty Volck (* 21. Juni 1879 in Dorpat; † 1943), die Tochter des Theologie-Professors Wilhelm Volck; das Paar hatte fünf Kinder, unter anderem der spätere Hörspiel- und Synchronsprechers Wolfgang Büttner.

### Werdegang
Seine schulische Laufbahn begann Otto Büttner am Gymnasium in Goldingen in Kurland, wo er 1887 das Abitur ablegte. Anschließend studierte er von 1887 bis 1889 Rechtswissenschaft an der Universität Dorpat, bevor er von 1889 bis 1894 Medizin an den Universitäten Freiburg, Breslau und Leipzig studierte. Nach dem erfolgreichen Abschluss seines Staatsexamens und der Approbation im Juni 1894 in Leipzig wurde er im November desselben Jahres mit der Dissertation Über retroperitoneale Lipome promoviert. Seine Habilitation im Jahr 1901, die er an der Universität Rostock im Fach Gynäkologie und Geburtshilfe erlangte, trug den Titel Die Eklampsie im Großherzogtum Mecklenburg-Schwerin während der Zeit vom 1. Juli 1885 bis zum 31. Dezember 1891. 
Otto Büttner begann seine berufliche Laufbahn als Assistenzarzt an der Universitäts-Frauenklinik und im Pathologischen Institut sowie an der Universitäts-Nervenklinik Gehlsheim in Rostock-Gehlsdorf. Ab 1900 arbeitete er an der Universität Rostock, wo er zunächst 1. Assistenzarzt, dann Oberarzt und Privatdozent für Gynäkologie und Geburtshilfe wurde. Im Mai 1906 wurde ihm der Titel eines Titularprofessors verliehen, und er übernahm die Vertretung des Lehrstuhls für Geburtshilfe und Gynäkologie an der Universität Rostock, bis seine Lehrbefugnis 1940 erlosch. Ebenfalls 1906 wurde er kurzzeitiger kommissarischer Leiter der in der Universitäts-Frauenklinik vereinigten Gynäkologischen und der Geburtshilflichen Klinik sowie der Hebammenlehranstalt des Landes Mecklenburg in Rostock. Seine medizinische Karriere wurde durch seine Teilnahme am Ersten Weltkrieg als vertraglich verpflichteter Zivilarzt von September 1914 bis Juni 1915 als Stationsarzt am Hilfslazarett St. Georgschule in Rostock unterbrochen.
In einer „Erklärung der Hochschullehrer des Deutschen Reiches“ von 1914 unterzeichnete er eine Stellungnahme, in der betont wurde, dass die Hochschullehrer der Wissenschaft und dem Frieden dienten und diese sich über den Versuch der Feinde Deutschlands empörten, einen Gegensatz zwischen deutscher Wissenschaft und preußischem Militarismus zu schaffen. Ähnlich dem Manifest der 93 rechtfertigte diese Erklärung den Ersten Weltkrieg als Verteidigungskampf deutscher Kultur. Von 1919 bis 1933 war er Mitglied der DNVP.
Büttner beantragte am 30. Dezember 1937 die Aufnahme in die NSDAP und wurde rückwirkend zum 1. Mai desselben Jahres aufgenommen (Mitgliedsnummer 6.034.796). 1934 war er bereits dem NS-Lehrerbund beigetreten.
Otto Büttner forschte und veröffentlichte vor allem über die Nierenfunktion in der Schwangerschaft, Eklampsie, Endometrium-Histologie und Uterus-Karzinome. Ab 1921 war er außerordentlicher Professor an der Universität Rostock und wurde bis 1947 in den Vorlesungsverzeichnissen als Mitglied des Lehrkörpers geführt. Von 1912 bis 1942 war er als Facharzt für Frauenheilkunde in Rostock tätig und leitete eine Privatfrauenklinik. Während des Zweiten Weltkriegs wurden seine Klinik und sein Wohnhaus April 1942 durch einen Bombenangriff auf Rostock zerstört. 
Von Oktober 1942 bis 1951 war er als Facharzt für Gynäkologie in Waren an der Müritz ansässig. Zudem leitete er von 1945 bis 1951 die gynäkologische Abteilung des Stadtkrankenhauses Waren.

## Schriften (Auswahl)
- Über retroperitoneale Lipome. Leipzig, 1894.
- Die Eklampsie im Großherzogtum Mecklenburg-Schwerin während der Zeit vom 1. Juli 1885 bis zum 31. December 1891. Berlin, 1902.